# Каравелёво
Каравелёво (болг. Каравельово) — село в Болгарии. Находится в Бургасской области, входит в общину Руен. Население составляет 471 человек (2022).

## Политическая ситуация
В местном кметстве Каравелёво, в состав которого входит Каравелёво, должность кмета (старосты) исполняет Лятиф Мустафа Хылми (Движение за права и свободы (ДПС)) по результатам выборов правления кметства.
Кмет (мэр) общины Руен — Дурхан Мехмед Мустафа (Движение за права и свободы (ДПС)) по результатам выборов в правление общины.